# Andy Carter (homme politique)
Pour les articles homonymes, voir Andy Carter et Carter.
Andrew John Carter, né le 25 janvier 1974, est un homme politique britannique. Membre du Parti conservateur, il est député pour la circonscription de Warrington Sud de 2019 à 2024.

## Biographie
Carter fait ses études privées au Worksop College. Il étudie ensuite l'économie à l'Université de Leicester. En 2011, il fréquente la Wharton School de l'Université de Pennsylvanie aux États-Unis.
Carter est directeur général du groupe GMG Radio, basé à Manchester, avant que le groupe ne soit repris par Global Radio en 2014. Après avoir quitté la radio, il travaille dans une entreprise familiale et dirige une société de conseil. Il est choisi comme candidat conservateur pour Warrington South en mars 2019. Il est élu au siège aux élections générales de décembre 2019, remportant le siège contre le député travailliste sortant. Il est également un magistrat bénévole. Il est battu en 2024
Carter vit à Lymm avec sa femme, Aggie, et son fils, Harry.